# Gothia Cup

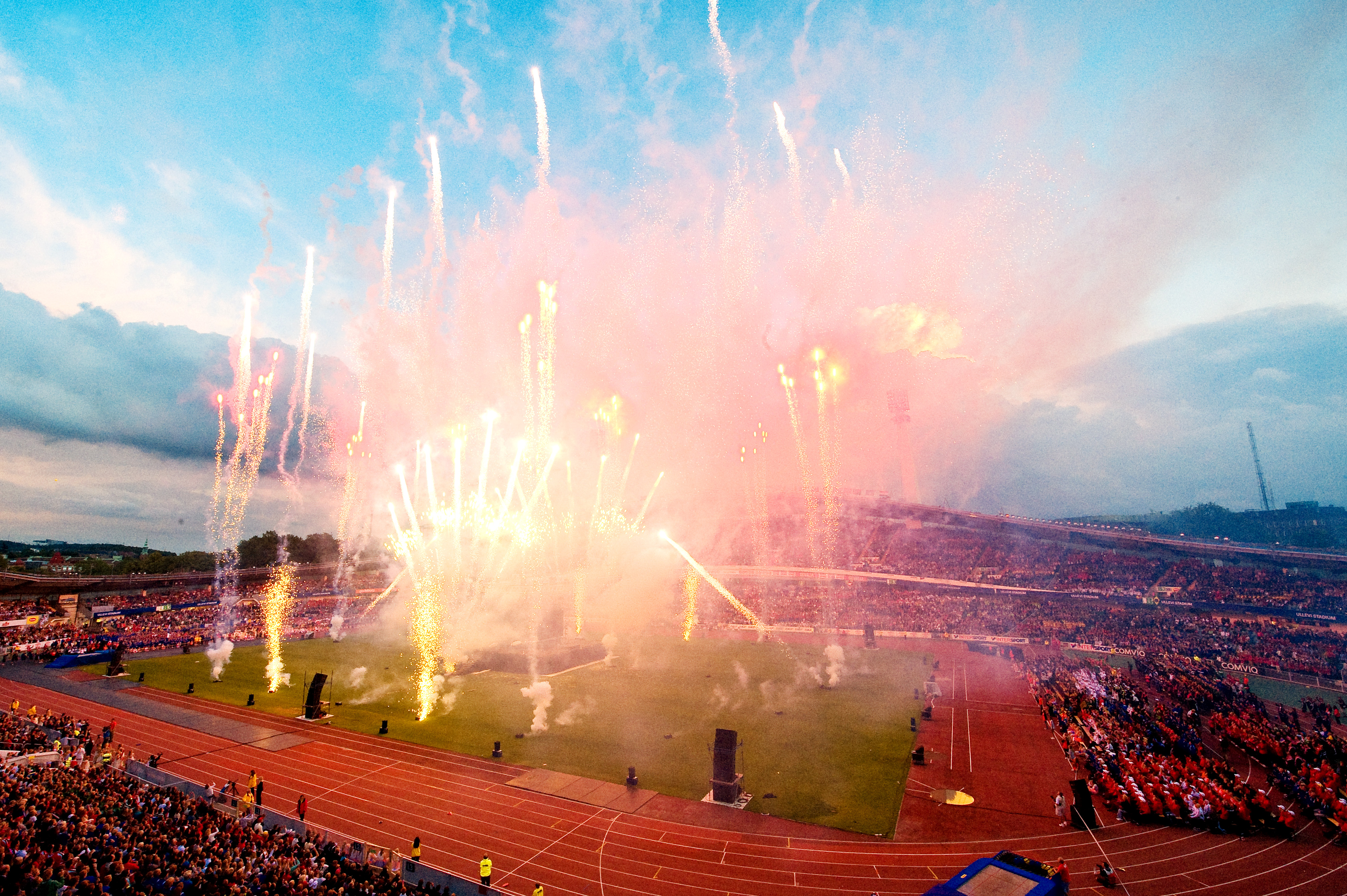
Eröffnungsfeier 2011

Der Gothia Cup ist ein 1975 von den Göteborger Vereinen BK Häcken und GAIS, seit Anfang der 1980er Jahre von BK Häcken allein verantwortlich, organisiertes und jährlich wiederkehrendes Fußballturnier für Jugendliche im Alter von 11 bis 19 Jahren. Auf die Teilnehmerzahl bezogen ist es das größte Fußballturnier der Welt.
Seit seinem Bestehen nahmen mittlerweile Mannschaften aus 140 Ländern teil. Das entspricht insgesamt etwa einer Million Spieler und Spielerinnen; der Anteil an weiblichen Spielern liegt bei 30 %. Die Eröffnungsfeier 2011 sahen 51.861, die im Ullevi-Stadion ausgetragenen Finalspiele verfolgten 28.910 Zuschauer.
Rückblickend sind auch viele (spätere) Profifußballer aus dem Fußballturnier hervorgegangen. 2005 wurde aus den 30 Jahre zurückliegenden Siegerlisten ein All-Star-Team gebildet, dem u. a. auch Alan Shearer, Alan McInally, Zé Roberto und Andrea Pirlo angehören.

## Geschichte
1975 wurde der Gothia Cup zum ersten Mal ausgetragen; 275 Mannschaften aus 5 Ländern nahmen daran teil. 1985 waren es bereits 502 Mannschaften aus 29 Ländern und 1995 sogar 1094 Mannschaften aus 48 Ländern.
Der bisherige Teilnehmerrekord von 1615 Mannschaften aus 78 Ländern aus dem Jahr 2012 wurde 2014 – im Jahr des 40-jährigen Bestehens – mit 1650 Mannschaften aus 73 Ländern und 37.400 Spielern und Spielerinnen übertroffen.
Die erfolgreichste Mannschaft mit 27 Turniersiegen ist der im Stockholmer Stadtteil Bromma beheimatete Sportverein IF Brommapojkarna.

## Teilnahmen
Die Tabelle zeigt die Entwicklung der Anzahl der teilnehmenden Teams sowie die Internationalität im Hinblick auf die Anzahl der teilnehmenden Nationen seit Bestehen des Gothia Cups.
```
Jahr  Teams  Nationen
–––––––––––––––––––––
1975    275         5
1976    320         8
1977    350        11
1978    400        20
1979    425        20
1980    390        18
1981    360        17
1982    265        18
1983    400        22
1984    440        30
1985    502        29
1986    550        31
1987    740        38
1988    754        33
1989    810        38
1990    940        42
1991    912        39
1992    745        41
1993    810        44
1994    917        47
1995   1094        48
1996   1133        46
1997   1158        52
1998   1124        56
1999   1186        58
2000   1173        48
2001   1184        60
2002   1217        51
2003   1319        46
2004   1476        57
2005   1446        54
2006   1459        62
2007   1551        59
2008   1571        61
2009   1505        58
2010   1567        65
2011   1570        70
2012   1615        78
2013   1545        75
2014   1650        73
2015   1754        74
2016   1661        80
2017   1730        82
2018   1731        78
2019   1696        78
```